# Manotetraoza 2-a-N-acetilglukozaminiltransferaza
Manotetraoza 2-a--acetilglukozaminiltransferaza (EC 2.4.1.138, alfa-N-acetilglukozaminiltransferaza, uridin difosfoacetilglukozamin manozid alfa1->2-alfacetilglukozaminiltransferaza, UDP-N-acetil--glukozamin:manotetraoza alfa--acetil--glukozaminiltransferaza) je enzim sa sistematskim imenom UDP-N-acetil--glukozamin:alfa-D-manozil-(1->3)-alfa--manozil-(1->2)-alfa--manozil-(1->2)-D-manoza alfa--acetil--glukozaminiltransferaza. Ovaj enzim katalizuje sledeću hemijsku reakciju
UDP--acetil--glukozamin + (1->3)-alfa--manozil-(1->2)-alfa--manozil-(1->2)-alfa--manozil-D-manoza {\displaystyle \rightleftharpoons } UDP + (1->3)-alfa--manozil-(1->2)-(N-acetil-alfa-D-glukozaminil-alfa-D-manozil)-(1->2)-alfa--manozil-D-manoza

## Literatura
- Nicholas C. Price; Lewis Stevens (1999). Fundamentals of Enzymology: The Cell and Molecular Biology of Catalytic Proteins (Third изд.). USA: Oxford University Press. ISBN 019850229X.
- Eric J. Toone (2006). Advances in Enzymology and Related Areas of Molecular Biology, Protein Evolution (Volume 75 изд.). Wiley-Interscience. ISBN 0471205036.
- Branden C; Tooze J. Introduction to Protein Structure. New York, NY: Garland Publishing. ISBN 0-8153-2305-0.
- Irwin H. Segel. Enzyme Kinetics: Behavior and Analysis of Rapid Equilibrium and Steady-State Enzyme Systems (Book 44 изд.). Wiley Classics Library. ISBN 0471303097.

## Spoljašnje veze
- Mannotetraose+2-alpha-N-acetylglucosaminyltransferase на 